# Ensembl
Az Ensembl az Európai Bioinformatikai Intézet központi genetikai erőforrást genetikusoknak, molekuláris biológusoknak és más, az ember, más gerincesek és modellszervezetek genomját kutató kutatóknak biztosító tudományos projektje. Az Ensembl a számos genominformációk kinyerésére használt genomböngésző egyike.
Hasonló adatbázisok találhatók a NCBI és a Kaliforniai Egyetem oldalain.

## Történet
A humán genom 3,1 milliárd bázispárból és 20 000–25 000 génből áll. Azonban a genom önmagában kevéssé hasznos, kivéve ha az egyes gének helye és kapcsolatai azonosíthatók. Az egyik lehetőség a kézi jelölés, ahol a géneket tudományos folyóiratokból és nyilvános adatbázisokból származó kísérleti adatokkal határozzák meg a kutatók. Ez azonban lassú. A másik lehetőség az automatikus jelölés, itt számítógépeket használnak a fehérje DNS-hez való megfeleltetéséhez. Az Ensembl 1999-ben indult el a humángenom-projekt közelgő befejezése miatt, kezdeti céljai a humán genom automatikus jelölése, ennek elérhető biológiai adatokkal való integrációja és nyilvános elérhetősége.
Az Ensembl-projektben szekvenciaadatok kerülnek a Perlben írt szoftverfutószalagokból álló génjelölő rendszerbe, mely előrejelzett génhelyeket ad ki és ment el MySQL-adatbázisban elemzésre és megjelenítésre. Az Ensembl ezen adatokat nyilvánosan elérhetővé teszi. Az Ensembl összes adata és kódja letölthető, ezenkívül a távoli hozzáférést lehetővé tevő nyilvánosan elérhető adatbázisszerver is van. Ezenkívül az Ensembl sok adatot számítógéppel generált vizuális megjelenítéssel is megmutat.
Idővel a projekt további fajokkal bővült (például fontos modellszervezetekkel, amilyenek az egér, a Drosophila melanogaster és a zebradánió) és több genomikai adatot is elkezdett megjeleníteni, például genetikai variációkat és szabályzófunkciókat. 2009 áprilisában az Ensembl Genomes testvérprojekt az Ensembl fókuszát kiterjesztette gerinctelen állatokra, növényekre, gombákra, baktériumokra és protisztákra is a gének taxonómiai és evolúciós kontextusához, míg az eredeti projekt továbbra is a gerincesekre fókuszál.
2020-ban az Ensembl több mint 50 000 genomot tartalmazott az Ensembl és Ensembl Genomes adatbázisokban, új funkciói jelentek meg, például a Rapid Release, mely a genomjelölési adatokat gyorsabban elérhetővé teszi, valamint a SARS-CoV-2-referenciagenom oldalával.

## Genomadatok megjelenítése

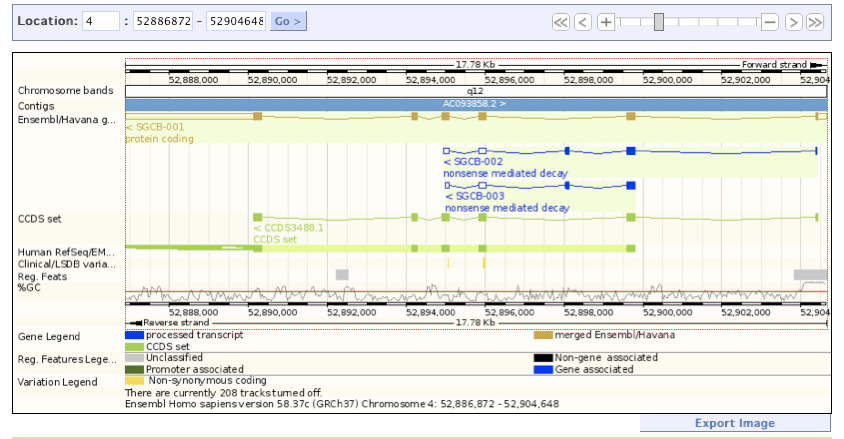
Az SGCB gén a humán genomban

Az Ensemblben fontos a génelrendeződés és más genomikai adatok automatikus grafikus megjelenítése referenciagenomhoz viszonyítva. Ezek adatsávként jelennek meg, és az egyes sávok be- és kikapcsolhatók, lehetővé téve a megjelenés kutatási céloknak megfelelő egyedítését. A felület lehetővé teszi továbbá egy régió nagyítását vagy a genomban való mozgást.
Másutt különböző felbontásokban jelennek meg az adatok a teljes kariotípusoktól a DNS- és aminosav-szekvenciák szöveges megjelenítéséig, vagy más megjelenítési típust mutatnak, például hasonló (homológ) gének fáit számos fajban. Ezeket füles megjelenés egészíti ki, és gyakran közvetlenül a lapról exportálhatók több szabványos fájlformátumban, például FASTA-fájlként.
A kívülről létrejött adatok megfelelő támogatott formátumú (például BAM, BED vagy PSL) fájl feltöltésével.
A grafikus megjelenítést a GD-n, a Perl standard grafikus megjelenítő könyvtárán alapuló modulok hozzák létre.

## Alternatív elérési módszerek
A weblapon kívül az Ensembl rendelkezik REST- és Perl-API-val, mely biológiai objektumokat modellez, lehetővé téve egyszerű szkriptek írását a fontos adatok kigyűjtéséhez. Ezek részei a mag-, a compara- (összehasonlító genomikai adatokhoz), a variáció- (SNP-k, SNV-k, CNV-k stb. adataihoz) és a funkcionális genomikai API (szabályzási adatokhoz). Az Ensembl weblapja az API-telepítéshez és -használathoz sok információt nyújt.
E szoftver használható a nyilvános MySQL-adatbázis eléréséhez, így nem szükséges nagy adatbázisok letöltése. A felhasználók közvetlen SQL-lekérdezésekkel is szerezhetnek adatot, de ez az adatbázisséma ismeretét igényli.
Nagy adatbázisok érhetők el a BioMarttal. Ez webes felületet biztosít az összetett lekérdezésekhez szükséges adatbázis-letöltéshez.
Végül teljes MySQL-adatbázisok és más formátumban elérhető adathalmazok letöltésére használatos FTP-szerver is van.

## Fajok
A jelölt genomok a legtöbb teljesen szekvenált gerincest és bizonyos modellszervezeteket tartalmaznak. Ezek mind eukarióták. 2024-ben 318 faj szerepelt, például:
| Chordata      | Mammalia     | Euarchontoglires | Primates   | Angola colobus, bolíviai mókusmajom, Rhinopithecus bieti, bonobó, Otolemur garnettii, Cebus imitator, csimpánz, fehérpamacsos selyemmajom, Coquerel-szifaka, közönséges makákó, drill, ember, Rhesus-makákó, Microcebus murinus, dzseládapávián, gibbonfélék, arany piszeorrú majom, gorilla, Hapalemur simus, Chlorocebus sabaeus, Aotus nancymaae, Papio anubis, orángután, Macaca leonina, emsemakákó, kormos mangábé, Fülöp-szigeteki koboldmaki, Piliocolobus tephrosceles |
| Chordata      | Mammalia     | Euarchontoglires | Scandentia | mókuscickányok |
| Chordata      | Mammalia     | Euarchontoglires | Glires     | Mus spretus, havasi mormota, kanadai hód, sarki ürge, Cavia aperea, Cricetulus griseus, Fukomys damarensis, Spermophilus dauricus, degu, európai mókus, szíriai aranyhörcsög, Ictidomys tridecemlineatus, tengerimalac, Dipodomys ordii, egiyptomi ugróegér, csincsilla, mongol futóegér, egér, őzegér, patkány, amerikai pocoknyúl, Microtus ochrogaster, üregi nyúl, Mus caroli, Mus pahari, güzüegér, Nannospalax spp. |
| Chordata      | Mammalia     | Laurasiatheria   |            | alpaka, amerikai bölény, fekete medve, amerikai nyérc, dromedár, örvös medve, beluga, kék bálna, Chaco-pekari, kaliforniai oroszlánfóka, kanadai hiúz, macska, szarvasmarha, dingó, kutya, palackorrú delfin, jak, szamár, kecske, vadászgörény, óriáspanda, nagy patkósdenevér, európai sün, ló, párduc, Echinops telfairi, oroszlán, szurikáta, repülőkutya, Myotis lucifugus, narvál, jegesmedve, házi sertés, vörös róka, bárány, erdei cickány, szibériai pézsmaszarvas, nagy ámbráscet, szibériai tigris, kaliforniai disznódelfin, Cervus hanglu |
| Chordata      | Mammalia     | Afrotheria       |            | elefánt, fokföldi szirtiborz, tanrekfélék |
| Chordata      | Mammalia     | Xenarthra        |            | tatu, lajhár |
| Chordata      | Mammalia     | Marsupialia      |            | közönséges vombat, koala, oposszum, tasmán ördög, Derby-kenguru |
| Chordata      | Mammalia     | Monotrema        |            | kacsacsőrű emlős |
| Chordata      | Reptilia     |                  |            | Salvator merianae, Laticauda laticaudata, belföldi szakállasagáma, kínai lágyhéjú teknős, aligátorteknős, Podarcis muralis, kaliforniai üregteknős, Pseudonaja textilis, bordás krokodil, Gopherus evgoodei, zöld anolisz, pápaszemes kobra, komodói varánusz, Notechis scutatus, díszes ékszerteknős, Chelonoidis nigra, Terrapene triunguis, hidasgyík, Pelusios castaneus |
| Chordata      | Madarak      |                  |            | dél-afrikai strucc, japáni sirálykapinty, kékkoronás pipra, kék cinege, hullámos papagáj, üregi bagoly, házi tyúk, chilei tinamu, örvös légykapó, házi kanári, vörös vércse, téli sármánypinty, kacsák, keleti egerészölyv, emu, uhu, karvaly, szirti sas, aranyfácán, aranyvörös pipra, Gould-amandina, széncinege, nagy foltos kivi, sisakos gyöngytyúk, kék páva, japán fürj, kakapó, kis foltos kivi, tőkés réce, közepes földipinty, új-kaledón varjú, nyugati erdeibagoly, okaritói barna kivi, Otus sunia, rövidcsőrű lúd, fácán, pajzsos cankó, barnafejű bozóttimália, ezüstös pápaszemesmadár, kis rovarevő fapinty, Calidris pygmaea, lazúr tündérmadár, flótázó fülemülerigó, kínai hattyúlúd, pulyka, fehértorkú verébsármány, jamaicai amazon, zebrapinty |
| Chordata      | Lissamphibia |                  |            | Leptobrachium leishanense, Xenopus tropicalis |
| Chordata      | Teleostei    |                  |            | Poecilia formosa, ázsiai csontnyelvű hal, atlanti tőkehal, hering, lazac, foltos ajakoshal, Stegastes partitus, Sinocyclocheilus anshuiensis, Oreochromis aureus, Gouania willdenowi, sebes pisztráng, Astatotilapia burtoni, Cottoperca, pettyes harcsa, Oryzias sinensis, királylazac, Anabas testudineus, Amphiprioninae, bojtosúszójúhal-alakúak, Oncorhynchus kisutch, ponty, Denticeps clupeoides, Astatotilapia calliptera, elektromos ráják, Callorhinchus milii, farkassügér, Sparus aurata, Sinocyclocheilus grahami, aranyhal, Seriola dumerili, szivárványos guppi, nyálkahalak, Sinocyclocheilus rhinocerous, dunai galóca, Parambassis ranga, Oryzias melastigma, japán medaka, Salarias fascintus, Larimichthys crocea, Echeneis naucrates, Cyclopteridae, Neolamprologus brichardi, Pundamilia, Kryptolebias marmoratus, Astyanax mexicanus, Amphilophus citrinellus, Xiphophorus couchianus, Fundulus heteroclitus, nílusi tilápia, csuka, holdhal, narancs bohóchal, Sphaeramia orbicularis, Paramormyrops kingsleyae, Periophthalmus magnuspinnatus, fogassüllő, Myripristis murdjan, platti, szivárványos pisztráng, vöröshasú pirája, kígyófejű hal, feketeszájú géb, Poecilia latipinna, Cyprinodon variegatus, Poecilia mexicana, sziámi harcoshal, Acanthochromis polyacanthus, pettyes kajmánhal, Synbranchidae, Dichotomyctere nigroviridis, tüskés pikó, Hippocampus comes, Cynoglossus semilaevis, nagy rombuszhal, Nothobranchius furzeri, szúnyogirtó fogasponty, Seriota lalandi, Takifugu rubripes (fugu), zebradánió, Maylandia zebra, Mastacembelus armatus |
| Chordata      | Cyclostomata |                  |            | Petromyzon marinus (tengeri ingola) |
| Chordata      | Tunicata     |                  |            | Ciona intestinalis, Ciona savignyi |
| Gerinctelenek | Rovarok      |                  |            | Drosophila melanogaster, Anopheles gambiae (szúnyog), Aedes aegypti (szúnyog) |
| Gerinctelenek | Férgek       |                  |            | Caenorhabditis elegans |
| Élesztőgombák |              |                  |            | Saccharomyces cerevisiae |

## Tükrözések
Az Ensembl-projekt minden adata nyilvánosan elérhető, minden szoftver nyílt forrású, szabadon elérhető a tudományos közösség számára CC BY 4.0 licenc alatt. Jelenleg 4 különböző helyen van tükrözés a szolgáltatás javításához.
| Hivatalos tükrözések  | Leírás                                                           |
| --------------------- | ---------------------------------------------------------------- |
| UK (Sanger Institute) | Főoldal                                                          |
| US West (Amazon AWS)  | Felhőalapú tükrözés az Amerikai Egyesült Államok nyugati partján |
| US East (Amazon AWS)  | Felhőalapú tükrözés az Amerikai Egyesült Államok keleti partján  |
| Asia (Amazon AWS)     | Szingapúri felhőalapú tükrözés                                   |

## Fordítás
Ez a szócikk részben vagy egészben  az   Ensembl című angol Wikipédia-szócikk ezen változatának fordításán alapul.  Az eredeti cikk szerkesztőit annak laptörténete sorolja fel. Ez a jelzés csupán a megfogalmazás eredetét és a szerzői jogokat jelzi, nem szolgál a cikkben szereplő információk forrásmegjelöléseként.